# Băng keo cá nhân

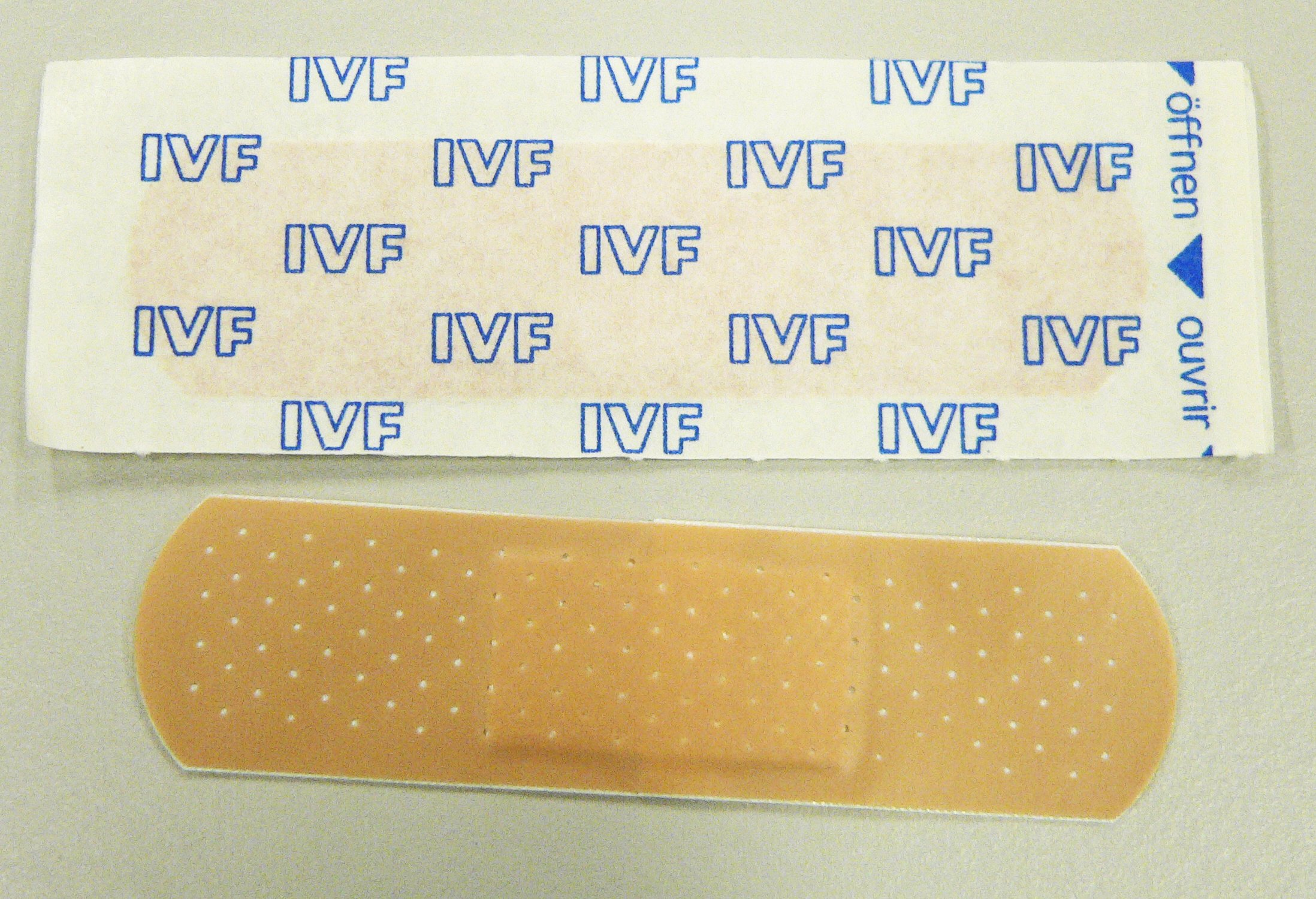
Băng keo cá nhân

Băng keo cá nhân hay băng dán vết thương (tiếng Anh: sticking plaster), là một loại băng nhỏ được sử dụng cho các vết thương nhỏ và không quá nghiêm trọng để cần một băng kích thước đầy đủ.

## Lịch sử
Về lịch sử phát triển của băng vết thương, có tài liệu cho rằng băng vết thương được chính thức cho vào sản xuất vào năm 1942, thậm chí là năm 1938 hoặc sớm hơn. Loại băng vết thương khi đó được dùng là băng gạc kèm theo với viên đá để tăng áp lực lên vết thương làm tăng hiệu quả cầm máu. Nhưng nhiều người cho rằng băng keo cá nhân được phát triển hoàn chỉnh vào năm 1921 khi Earle Dickson (1892–1961); người đã mua Johnson and Johnson , đã phát minh ra băng keo cá nhân bằng cách thêm một miếng băng gạc trong thuốc cao dán.